# محمد عبد الله حسن محمد
محمد عبد الله حسن محمد (مواليد 2 ديسمبر 1978) حكم كرة قدم إماراتي معتمد من قبل الاتحاد الدولي لكرة القدم (فيفا) منذ عام 2010.
وقد أدار عدة مباريات في بطولة كأس آسيا 2015.